# Gilchrist Beach
Gilchrist Beach är en strand på ön Heard Island i Heard- och McDonaldöarna (Australien).